# Marks Gate
Marks Gate è un quartiere situato nella parte più settentrionale del borgo londinese di Barking e Dagenham.
L'area si trova immediatamente a nord di Chadwell Heath e a ovest di Collier Row (facente parte del borgo di Havering).
Il nome "Gate" si riferisce all'entrata o al cancello della foresta di Hainault che si trovava all'estremità settentrionale dell'attuale Whalebone Lane North, mentre il nome "Marks" si riferisce al maniero, che si trovava nelle vicinanze del cancello, denominato a partire dal XIV secolo dalla famiglia De Mark.
Alcune delle scene del film Harry Brown del regista Daniel Barber sono state girate nel quartiere.
David Essex ha vissuto nel quartiere (nella Padnall Road).

## Trasporti
Il quartiere non è servito da stazioni ferroviarie o metropolitane.
La stazione di Chadwell Heath e quella di Newbury Park sono le più vicine al quartiere.
Varie linee di autobus servono, tuttavia il quartiere:
- 62 (Marks Gate – Barking)
- 66 (Leytonstone – Marks Gate – Romford Station)
- 296 (Ilford Station – Marks Gate – Romford Station)
- 362 (Grange Hill – Marks Gate – King George Hospital)